# Karlhans Krohn
Karlhans Krohn (* 6. November 1908 in Köln; † 4. Juni 2003 in Idstein) war ein deutscher Sportlehrer und Jugendpfleger. Bekannt wurde er als Entdecker bzw. Erfinder der Indiaca.

## Leben
Als Leiter der Kölner Sportschule „Krohn am Dom“ reiste Karlhans Krohn 1936 nach Brasilien, wo er bei einem Spaziergang am Strand von Rio de Janeiro zwei Jugendliche beobachtete, die einen mit Sägespänen gefüllten und mit bunten Federn bestückten Ledersack, „Peteca“ genannt, hin- und herschlugen. Krohn brachte ein Exemplar des Peteca mit nach Deutschland und entwickelte es dort weiter. Das erste modifizierte Modell wurde 1937 auf der Nähmaschine seiner Mutter Alice in Köln produziert und den Schülern seiner Sportschule vorgestellt. Die Bezeichnung „Indiaca“ prägte Krohn 1938 als Kofferwort aus „Indianer“ und „Peteca“.
Nach dem Zweiten Weltkrieg ließ sich Krohn zunächst in Eisemroth und wenige Jahre später in Dillenburg nieder. Gemeinsam mit seiner aus Eisemroth stammenden Frau Elfriede, die an der Weiterentwicklung der Indiaca ebenfalls maßgeblichen Anteil hatte, gründete er die Firma Krohn AG und begann im Keller seines Hauses mit der Indiaca-Produktion. Hauptberuflich war Krohn in Dillenburg als Kreisjugendpfleger und später als Leiter des Amtes für Jugend und Sport tätig. Eine seiner bedeutendsten Aufgaben war der Auf- und Ausbau des Kreisjugendheims in Heisterberg.
1992 übertrug Krohn die Indiaca-Produktion an die Remscheider Firma Wenesit GbR, die den Dillenburger Standort übernahm und dort noch bis 2003 monatlich 10.000 Indiacas für den japanischen Markt produzierte.
Seine letzten Lebensjahre verbrachte Krohn in einem Pflegeheim in Idstein im Taunus.

## Veröffentlichungen
- Darm-Turnen. Ein einfaches Mittel gegen Darmträgheit und ihre Gefahren. F. X. Seitz, München ³1939.
- Indiaca. Spielanleitung und Regeln. Bilgerdruck, Dillenburg 1957 u.ö.